# Bjørnskinns kyrka

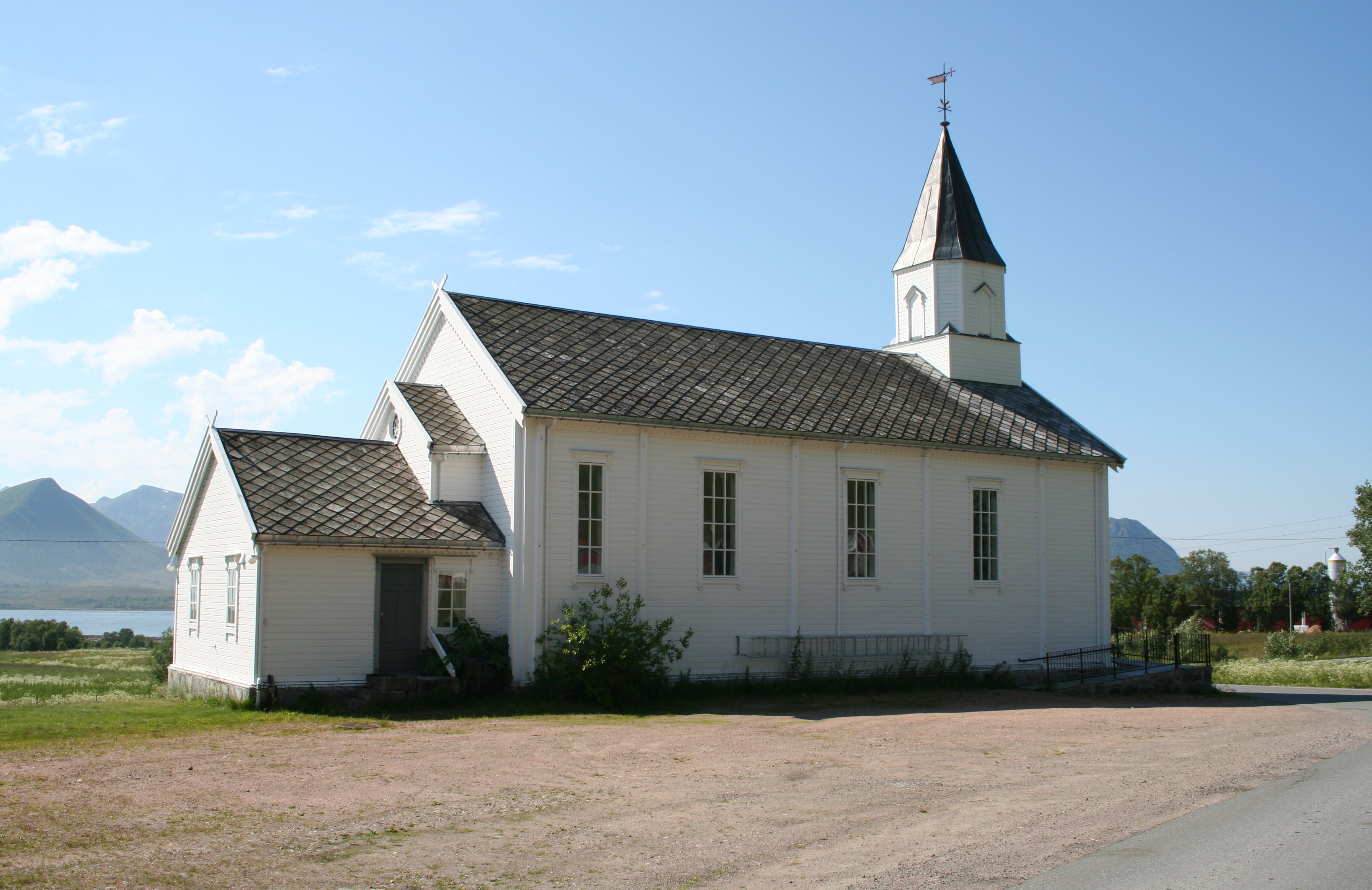
Bjørnskinn kyrka

Bjørnskinns kyrka ligger i Bjørnskinn på ön Andøya i Andøy kommun, Nordland fylke i Norge.

## Kyrkobyggnaden
Kyrkan är en långkyrka i trä. Den byggdes 1884 och invigdes av biskop Smitt 29 april 1885 och har 340 platser. Arkitekt var Johan Kunig.
Dagens kyrka ersatte en tidigare kyrka på samma plats som hade blivit för liten. Den gamla kyrkan byggdes runt 1740 och revs för att ge plats till den nya kyrkan. Den kyrkan ersatte i sin tur en kyrka som förstördes i ett snöras på 1700-talet.

## Inventarier
Orgeln i Bjørnskinn kyrka är byggd 1860 och har stått i kyrkan sedan 1936.